# Утба ибн Газван
Утба ибн Газван eл Мазини (арапски: عتبة بن غزوان المازني, романизовано: ʿUtba ibn Ghazwān al-Mazīni) (581–638) био је познати пратилац исламског пророка Мухамеда. Био је седма особа која је прешла на ислам и учествовао у хиџри у Абисинији, али се вратио како би остао са Мухамедом у Меки пре него што је извршио другу хиџру у Медини. Борио се у бици код Бадра (624), бици код Ухуда (625), Бици код Рова (627) и многим другима, укључујући битку код Јамаме.
Током владавине калифа Омара (в. 634–644), Утба је командовао снагама од 2.000 људи у походу против Убуле, који је трајао од јуна до септембра 635. године. Једном када је Убалах заузет, Утба је послао снаге преко реке Тигар које су заузеле округ Фурат, Багдад | Фурат, праћене Меисаном и Абаркубазом. Убрзо га је калиф именовао за гувернера Басре (Ирак). Утба је 639. године отишао у Хиџаз да обави хаџ и затражи од Омара да га разреши функције гувернера. Омар је то одбио, али док се враћао у Басру, Утба је пао са своје камиле и умро. Наследио га је Ел Мугира ибн Шубах на месту гувернера.

## Порекло и сапутништво са Мухамедом
Утба је рођен 581. године, као син Газвана ибн ел Харита ибн Џабира. Припадао је племену Бану Мазин, мањем клану из огранка Мансур ибн Икрима из племена Кајс у Хиџазу (западна Арабија). Утба је био конфедерат из клана Бану Навфал из племена Курејш у Меки. Постао је рани преобраћеник на ислам и пратилац исламског пророка Мухамеда. Знало се да је био седма особа која је прихватила ислам и учествовао је у две муслиманске емиграције из Меке у Абисинију, као и то да је играо истакнуту војну улогу у бици код Бадра и неколико упада које је водио или наредио Мухамед. Утба је био ожењен ћерком Ел Харита ибн Каладе из племена Бану Такиф; према Ел Баладурију звала се Азда, док се према Ел Мадаини звала Сафија.

## Освајање Ирака
Током калифата Ебу Бекра (в. 632–634), муслимани предвођени Халидом ибн ел Валидом су можда покренули прве походе против сасанидских Персијанаца у доњој Месопотамији (Ирак), али је њихов добитак био краткотрајан или ограничен. Ебу Бекров наследник Омар (в. 634–644) послао је Утбу на овај фронт из главног града у Медини, што је означило почетак коначног освајања Ирака. Према средњовековним арапским изворима, његова снага била је релативно мала, у распону од 300 до 2.000 људи. У њеним редовима доминирали су чланови племена Бану Такифа, с којима је Утба имао брачне везе, а делимично су се састојали од номадских арапских племена који су се придружили Утбиној војсци док је била у покрету. Утба је покренуо напад на град Убулу и његов гарнизон сачињен од персијске коњице од 500 људи. Поставио је логор у оближњем селу званом Хурајба, а затим је надмашио Убулине браниоце и заузео и опљачкао град. Поставио је једног од својих потпоручника, свог зета Нафија ибн ел Харита ибн Каладу, да чува град, који је користио као базу за операција против других сасанидских положаја у том подручју. Након тога, он и / или његови потпоручници Ел Мугира ибн Шуба и Муџаши ибн Масуд ел Сулами заузели су градове Ел Фурат и Мајсан и округе Абазкубад и Даст Мајсан, све смештене дуж доњих обала реке Тигар.